# ホット・スペース
『ホット・スペース』（Hot Space）は、イギリスのロックバンド、クイーンの10枚目のアルバムである。

## 解説
アルバム『ザ・ゲーム』とシングル曲「地獄へ道づれ」はアメリカでの大成功をもたらしたこともあり、クイーンは、フレディ・マーキュリーとジョン・ディーコンを中心に「クイーン流ブラックミュージック」をより推し進めた。マイケル・ジャクソンのスリラーよりも半年ほど早く発売されたこのアルバムは、当時のクイーン・ファンからの反発があり、『ザ・ゲーム』のセールスを上回ることはなかった。
『ザ・ゲーム』でシンセサイザーを実質的に初めて導入したクイーンは、映画のサウンドトラック・アルバムである『フラッシュ・ゴードン』での大々的なシンセサイザー解禁を経て、このアルバムからの第1弾シングルとして、シンセベースをフィーチャーした「ボディ・ランゲージ」を選んだ。MTVではこの曲のビデオは猥褻な内容であるとされ放送禁止になり、チャートでも振るわなかった。「ステイング・パワー」では、それまでの彼らのサウンドでは考えられなかった、生のブラスセクションも導入された。ブライアン・メイのギターは本人作以外では鳴りを潜めた。
1980年に射殺されたジョン・レノンに捧げた、フレディ作の「ライフ・イズ・リアル」、ブライアン作の銃社会への警鐘をうたった「プット・アウト・ザ・ファイア」、スペイン語の歌詞が登場する「ラス・パラブラス・デ・アモール (愛の言葉)」など従来のクイーン・サウンドに近い楽曲もあるが、そのセールスの結果から失敗作とされる評価と時代的な背景を含めての純粋な内容への再評価とに分かれている。また、『ザ・ゲーム』のあとにリリースされたデヴィッド・ボウイとの共作曲「アンダー・プレッシャー」がこのアルバムにも収録されている。
「クール・キャット」はフレディが全編ファルセットで歌っており、ジョンはスラップ奏法を用いている。当初、この楽曲はデヴィッド・ボウイがハーモニーをつけていたが、デヴィッド自身その出来に満足ができず、このバージョンの収録は見送られた。
発売当初の日本版ライナーノーツはシンセサイザー奏者の難波弘之が執筆し、「ファンの間では賛否両論になるだろう」と記している。

## 2011年再発盤
2011年6月22日にユニバーサルミュージックよりリマスター盤及びボーナスEPが付属するリミテッド・エディションが発売された。日本では先行発売されたほか、SHM-CD仕様となっている。
リミテッド・エディションに付属のボーナスEPには、「アンダー・プレッシャー」のB面曲「ソウル・ブラザー」、「バック・チャット」のシングルバージョン、「ステイング・パワー」、「アクション・ディス・デイ」、「コーリング・オール・ガールズ」のライブ音源の5曲が収録された。

## 収録曲
特記がない限り、リード・ボーカルはフレディ・マーキュリー。
| #  | タイトル                                      | 作詞・作曲             | リード・ボーカル       | 時間 |
| -- | --------------------------------------------- | ---------------------- | ---------------------- | ---- |
| 1. | 「ステイング・パワー」(Staying Power)         | フレディ・マーキュリー |                        | 4:13 |
| 2. | 「ダンサー」(Dancer)                          | ブライアン・メイ       |                        | 3:50 |
| 3. | 「バック・チャット」(Back Chat)               | ジョン・ディーコン     |                        | 4:36 |
| 4. | 「ボディ・ランゲージ」(Body Language)         | マーキュリー           |                        | 4:31 |
| 5. | 「アクション・ディス・デイ」(Action This Day) | ロジャー・テイラー     | マーキュリー、テイラー | 3:39 |

| #         | タイトル                                                                                | 作詞・作曲                    | リード・ボーカル     | 時間  |
| --------- | --------------------------------------------------------------------------------------- | ----------------------------- | -------------------- | ----- |
| 6.        | 「プット・アウト・ザ・ファイア」(Put Out the Fire)                                      | メイ                          | マーキュリー、メイ   | 3:20  |
| 7.        | 「ライフ・イズ・リアル (レノンに捧ぐ)」(Life Is Real (Song For Lennon))                 | マーキュリー                  |                      | 3:31  |
| 8.        | 「コーリング・オール・ガールズ」(Calling All Girls)                                     | テイラー                      |                      | 3:52  |
| 9.        | 「ラス・パラブラス・デ・アモール (愛の言葉)」(Las Palabras De Amor (The Words of Love)) | ブライアン・メイ              | マーキュリー、メイ   | 4:33  |
| 10.       | 「クール・キャット」(Cool Cat)                                                          | テイラー、マーキュリー        |                      | 3:29  |
| 11.       | 「アンダー・プレッシャー」(Under Pressure)                                              | クイーン & デヴィッド・ボウイ | マーキュリー、ボウイ | 4:09  |
| 合計時間: | 合計時間:                                                                               | 合計時間:                     | 合計時間:            | 43:43 |

| #         | タイトル                                                               | 作詞  | 作曲・編曲 | 時間 |
| --------- | ---------------------------------------------------------------------- | ----- | ---------- | ---- |
| 12.       | 「Body Language (1991 Bonus Remix)」(1991 bonus remix by Susan Rogers) |       |            | 4:45 |
| 合計時間: | 合計時間:                                                              | 48:28 |            |      |

| #         | タイトル | 作詞・作曲   | 時間  |
| --------- | --- | ------------ | ----- |
| 1.        | 「スティング・パワー (ライブ・アット・ミルトン・キーンズ・ボウル 1982/6)」(Sting Power)                             | マーキュリー | 3:58  |
| 2.        | 「ソウル・ブラザー (シングル「アンダー・プレッシャー」B面)」(Soul Brother (B-Side))                                 | クイーン     | 3:37  |
| 3.        | 「バック・チャット (シングル・リミックス)」(Back Chat (Single Remix))                                               | ディーコン   | 4:14  |
| 4.        | 「アクション・ディス・デイ (ライヴ・イン・東京 1982/11)」(Atcion This Day (live at the Tokyo, November 1982))       | テイラー     | 6:26  |
| 5.        | 「コーリング・オール・ガールズ (ライヴ・イン・東京 1982/11)」(Calling All Girls (live at the Tokyo, November 1982)) | テイラー     | 4:45  |
| 合計時間: | 合計時間: | 合計時間:    | 23:00 |

| #  | タイトル                                                                        | 作詞 | 作曲・編曲 |
| -- | ------------------------------------------------------------------------------- | ---- | ---------- |
| 6. | 「Las Palabras De Amor (The Words of Love)」(Live On BBC Top Of The Pops, 1982) |      |            |
| 7. | 「Under Preassure (feat. David Bowie)」(promo video performance, 1981)          |      |            |
| 8. | 「Action This Day」(Live At Milton Keynes Bowl/June 1982)                       |      |            |

## 担当
クイーン
- フレディ・マーキュリー – リードヴォーカル、コーラス、キーボード、シンセサイザー
- ブライアン・メイ – ギター、コーラス、シンセサイザー、キーボード（#9）
- ロジャー・テイラー  – ドラムス、パーカッション、コーラス、ギター、シンセサイザー(#5)
- ジョン・ディーコン – ベース、エレクトリックギター、シンセサイザー

補助メンバー
- デヴィッド・ボウイ - ヴォーカル、シンセサイザー（#11）
- アリフ・マーディン - ホーンアレンジ（#1）
- ラインホルト・マック（英語版） - プロデューサー、シンセサイザー（#5）

## チャート
- 日本 6位（オリコン）